# Metropolitano de Buenos Aires
O metrô de Buenos Aires (em castelhano: Subterráneo de Buenos Aires), conhecido localmente como Subte, é um sistema de metropolitano que atende a área da cidade de Buenos Aires, Argentina. A primeira seção desta rede (Plaza de Mayo–Plaza Miserere) foi inaugurada em 1913, tornando-se a 13ª rede de metrô mais antiga do mundo e a primeira ferrovia subterrânea da América Latina, do Hemisfério Sul e do mundo de língua espanhola, com o metrô de Madri sendo inaugurado quase seis anos depois, em 1919.
Atualmente, as seis linhas da rede subterrânea — A, B, C, D, E e H — abrangem 56,7 quilômetros de rotas que atendem 90 estações. A rede é complementada pela rede da Linha Premetro, com 7,4 quilômetros e mais 18 estações no total. O tráfego nas linhas subterrâneas circula pela esquerda porque a Argentina dirigia pela esquerda na época em que o sistema foi inaugurado. Mais de um milhão de passageiros usam a rede, que também fornece conexões com as extensas redes de transporte rápido de ônibus e trens urbanos.
A rede se expandiu rapidamente durante as primeiras décadas do século XX; em 1944, suas principais rotas foram concluídas, com a adição de sua mais nova linha ocorrendo em 2007. O ritmo de expansão caiu drasticamente após a Segunda Guerra Mundial. No final da década de 1990, a expansão foi retomada em um ritmo mais rápido e quatro novas linhas foram planejadas para a rede. Apesar disso, a expansão da rede foi amplamente superada pelas necessidades de transporte da cidade e há relatos de que ela está superlotada. Em 2015, foram apresentados dois planos de modernização: a Lei 670 da Cidade de Buenos Aires, que propõe a criação de 3 novas linhas (F, G e I), e o plano PETERS, onde são criadas 2 linhas e a futura expansão da linha I, além de diversas outras modificações de rota. Desde 2019, não há expansões em construção, pela primeira vez em meio século.
Toda a rede foi nacionalizada em 1939, permanecendo em mãos e operação do Estado até meados da década de 1990, quando entrou em um modelo de concessão. As linhas anteriormente operadas pelo estado foram oferecidas como concessões de 20 anos a partes privadas interessadas; as duas linhas complementares também foram incluídas nessa privatização, e todas foram operadas pela Metrovías de 1995 a 2021, embora a rede e o material rodante continuem sendo propriedade da Cidade de Buenos Aires. Em dezembro de 2021, a "Emova Movilidad SA" assumiu a concessão do Metrô de Buenos Aires por 12 anos. A Emova também faz parte do Grupo Roggio, associado à antiga operadora Metrovías.

## História

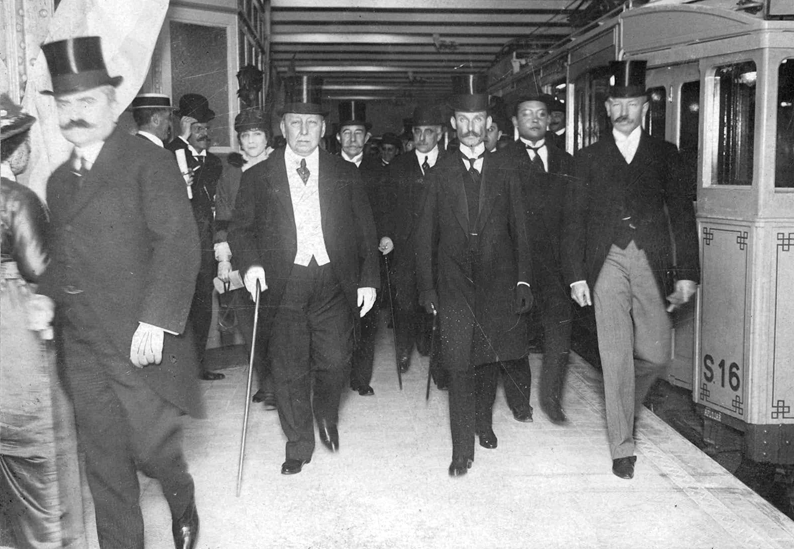
O presidente Victorino de la Plaza inaugurando a Linha A

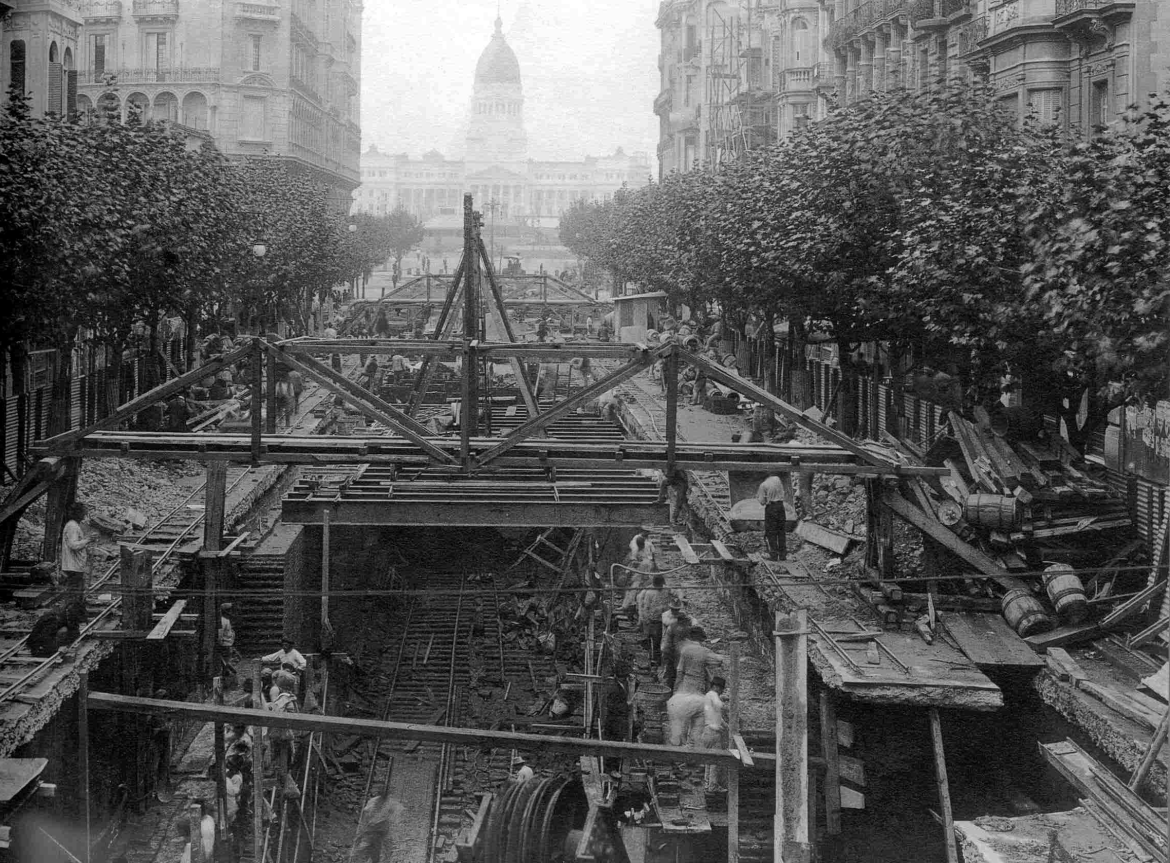
Construção da linha A sob a Avenida de Maio, em 1912

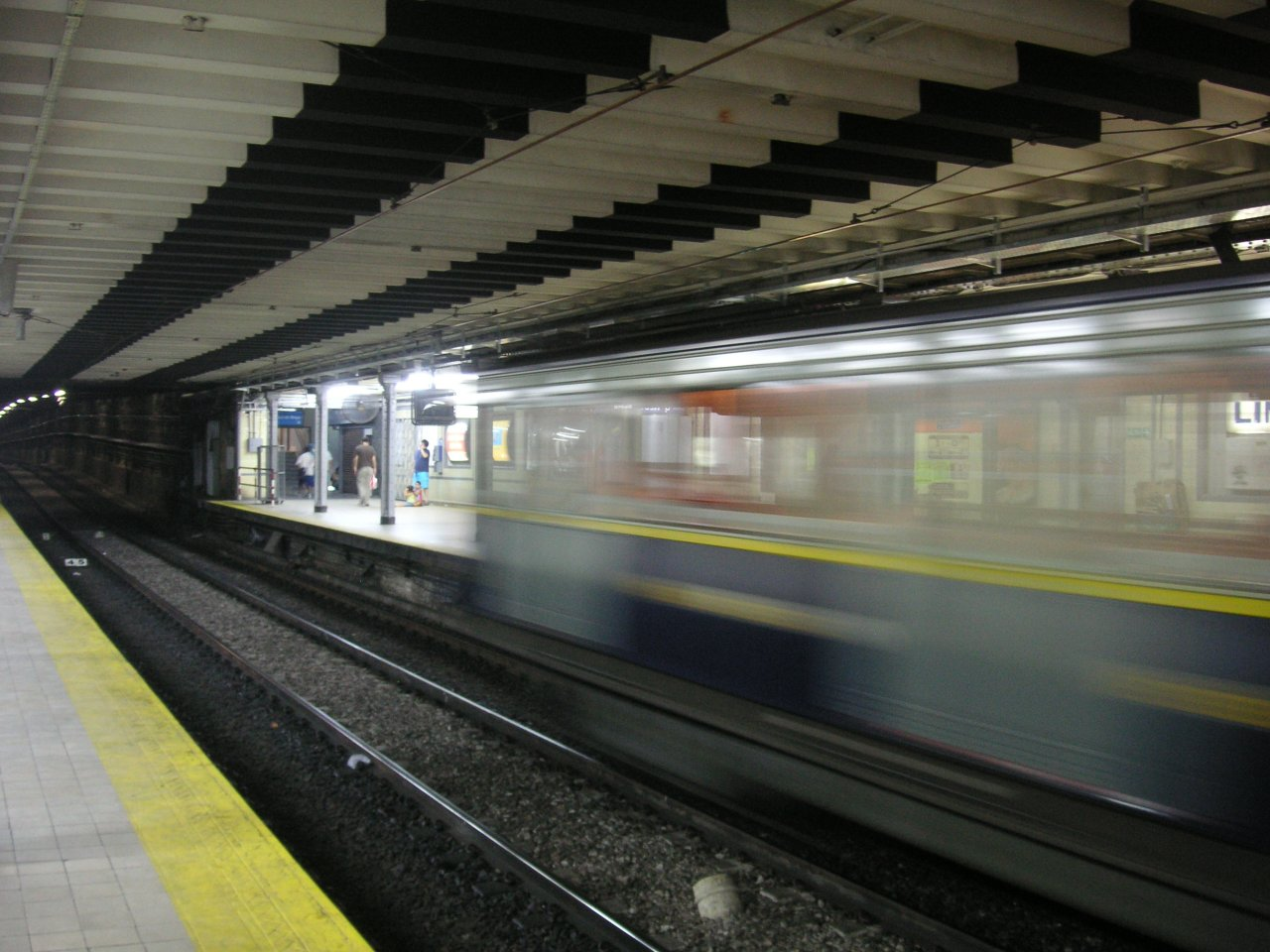
A linha A data de 1913

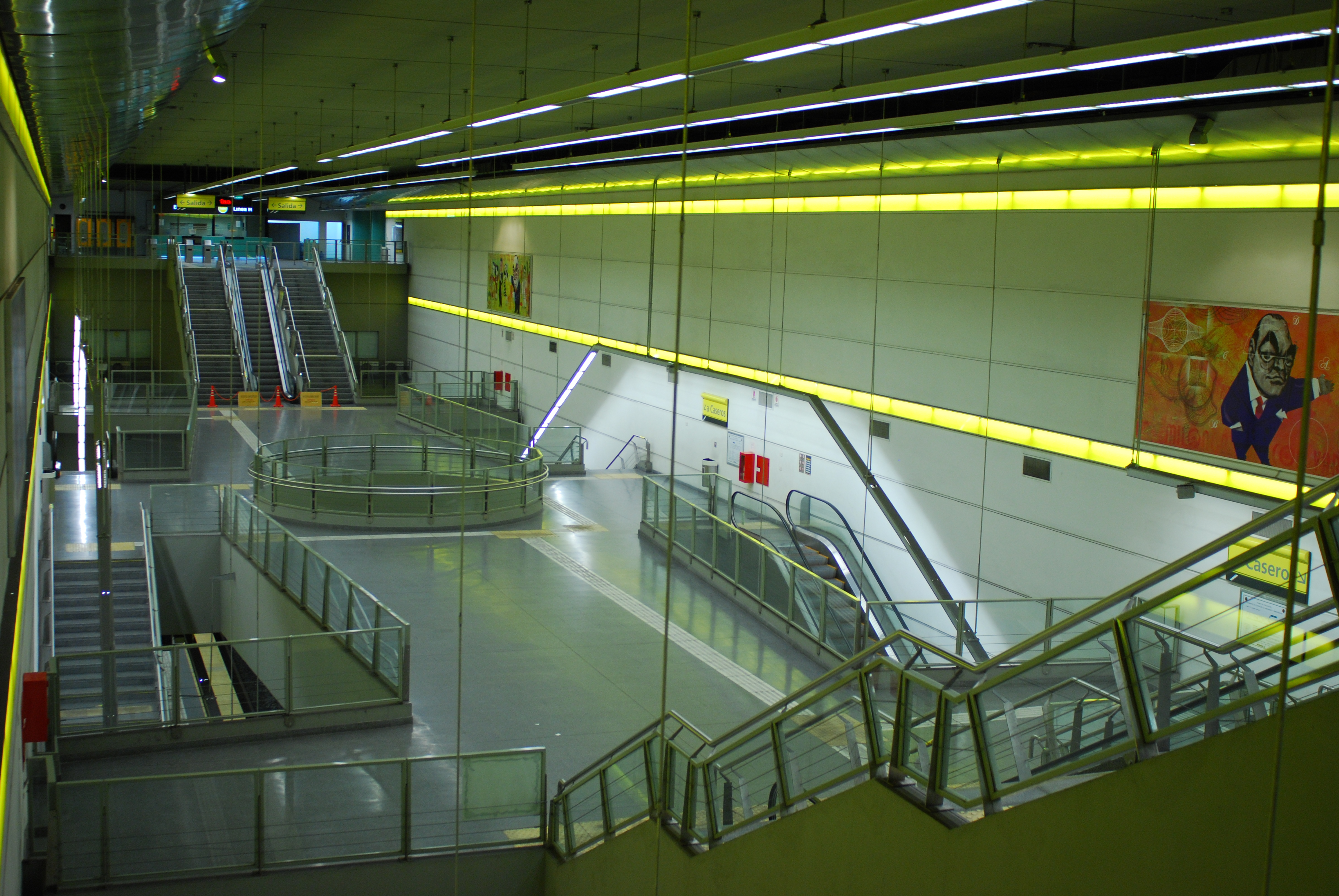
Humberto Primo, a maior estação da rede

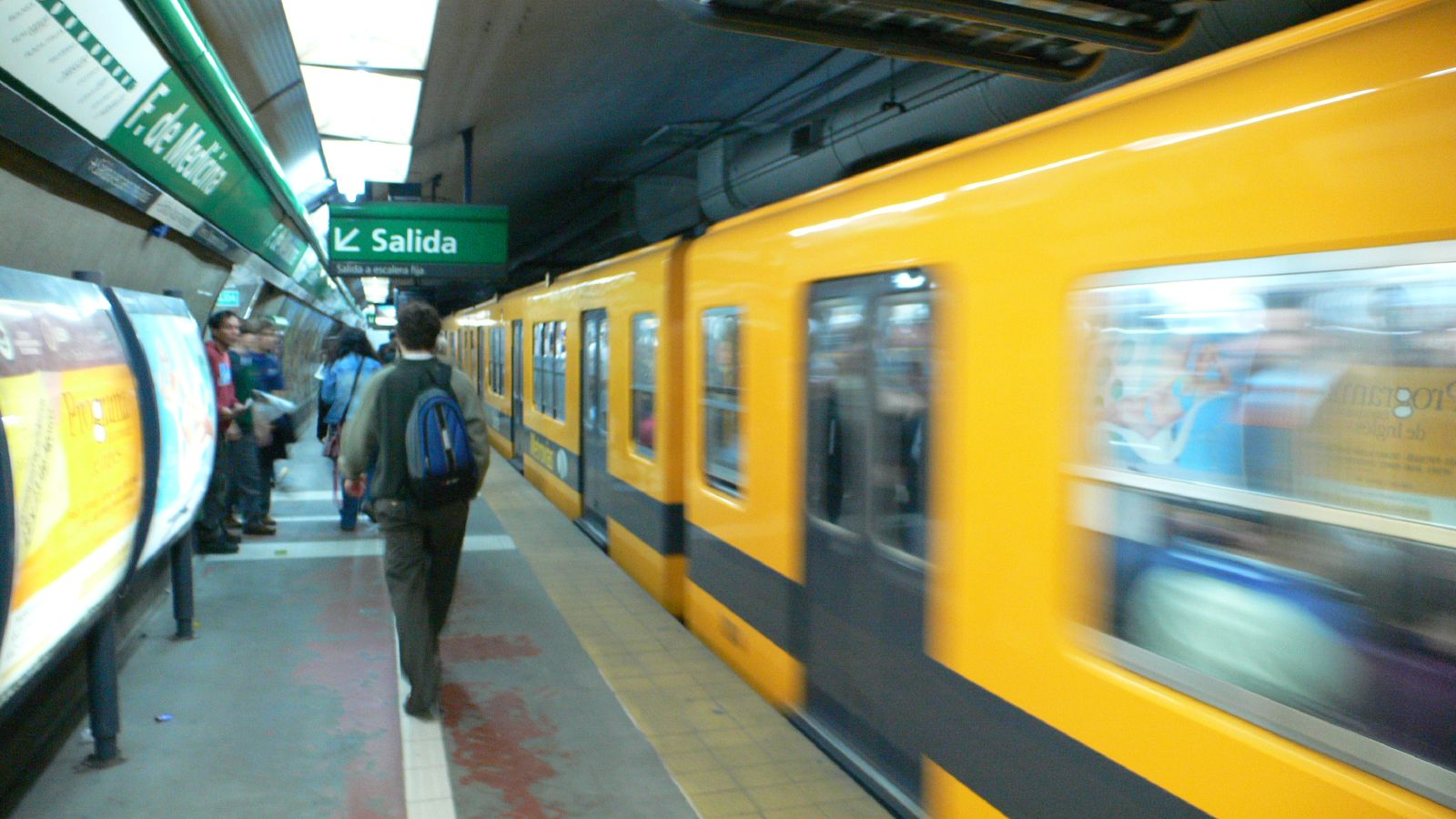
Uma formação deixa a estação Faculdade de Medicina

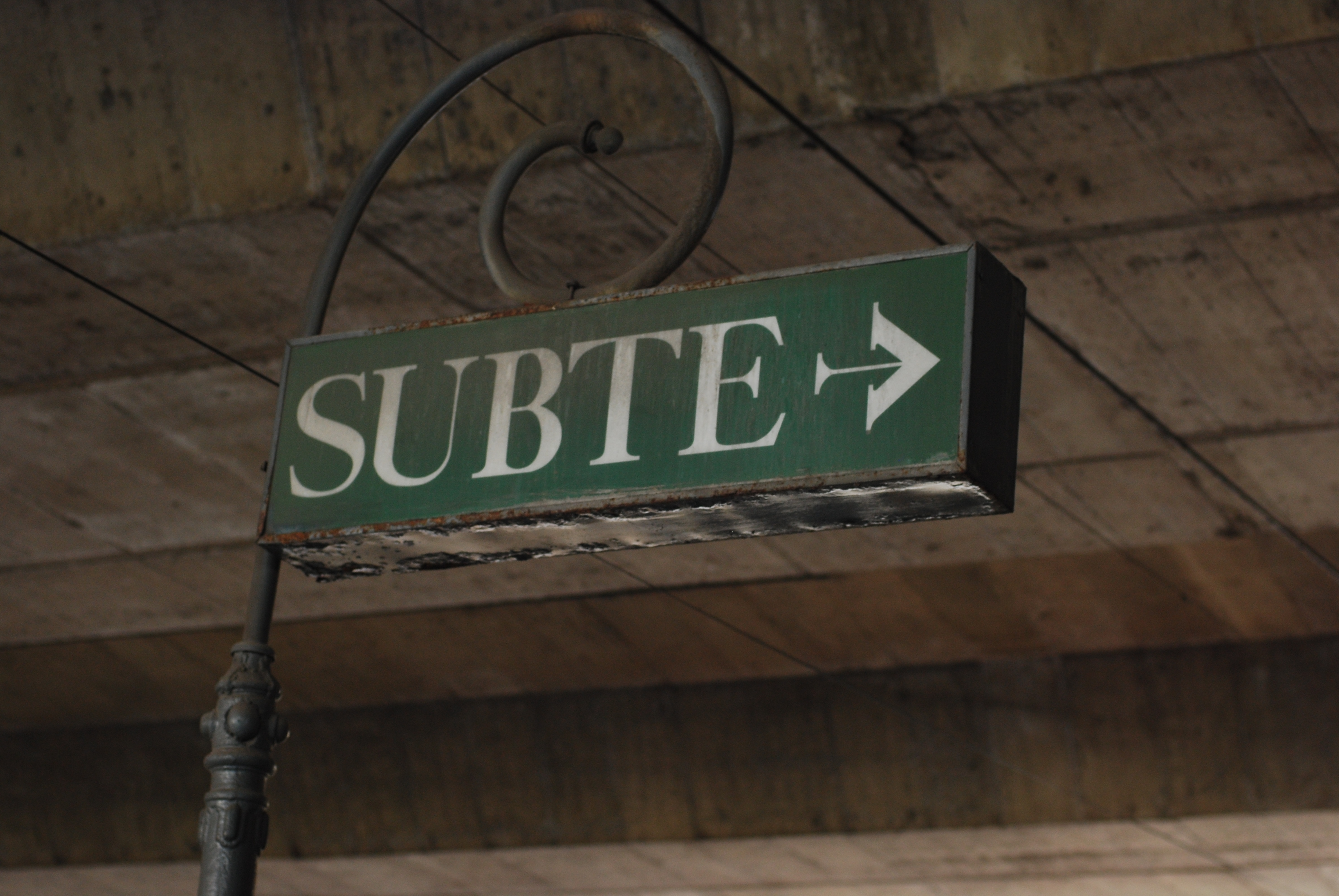
Cartel em estação Varela da linha E

### Antecedentes
Os debates sobre a necessidade de construir um sistema de transportes subterrâneos em Buenos Aires começam a fins do século XIX, em direta relação com o sistema de bondes. Estes operavam desde 1870, e para em 1900 se foram em uma crise agravada pela monopolização das empresas, processo iniciado frente à eletrificação deste sistema.
Nesse contexto surgem as primeiras propostas e pedidos de concessão para a instalação de subterrâneos: o primeiro, em 1886, quando una casa comercial solicitou ao Congresso da Nação construir um "bonde subterrâneo" entre a Estação Central do Ferrocarril (que se fora junto à ala norte da Casa Rosada) e a Plaza Once. Em 1889 Ricardo Norton solicitou a concessão por perpetuidade para instalar dois trens subterrâneos: um desde a Estação Central até a Plaza Lorea, e de ali até Once. O outro uniria Constitución com a intersecção de Lima e Avenida de Maio. Estes dois trens estavam planejados para ter dupla via e luz elétrica. Neste mesmo ano um tal Barrabino propôs ao Conselho Deliberante da cidade construir um bonde que circulasse alguns trilhos sob a terra, mas o Ministério do Interior lhe negou a Intendência para a faculdade de condicionar construções no subsolo da Cidade. Por este motivo, os projetos posteriores se apresentaram diretamente ao mencionado ministério.
Quando em 1894 se decidiu implantar o edifício do Congresso em seu lugar atual, a ideia do subterrâneo ressurgiu, pois se buscou diminuir o tempo de viagem entre a Casa Rosada e o Congresso (com o mesmo fim também se pensou em construir um trem aéreo elétrico que fora pela Avenida de Maio). Miguel Cané, que fora Intendente de Buenos Aires (1892-1893), também expressou em 1896 a necessidade de construir um subterrâneo similar ao de Londres.
Pero os distintos projetos foram caducando ao não lograr-se obter capitais dada, segundo Miguel Cané, "a tibieza dos ingleses para dar os fundos necessários a obra".

### Inícios
Em 1909, o Conselho Deliberante de Buenos Aires aprovou o contrato entre o intendente Güiraldes e a Companhia de Trens Anglo – Argentina (CTAA) para que esta construiria e explorara por 80 anos três linhas de subterrâneos: Praça de Maio – Primeira Junta (atual  linha A), Constitución – Retiro (atual linha C) e Praça de Maio – Palermo (parte da atual linha D). Apenas se concretizou a primeira.
Em 1923, a primeira linha de subterrâneos já transportava 10% de passageiros de todo o sistema de metropolitano e bondes com apenas 1% das vias.

### Desenvolvimento da rede
A primeira linha do subterrâneo foi inaugurada em 1 de dezembro de 1913 e foi construída pela Companhia de Trens Anglo Argentina, que havia recebido a concessão em 1909. Essa línea estava constituída por um dos atuais trilhos da linha A, que unia as estações de Plaza de Mayo e Plaza Miserere. Em 1 de abril de 1914 se ampliou a linha até a estação Río de Janeiro e em 1 de julho se estendeu hasta a estação  Primera Junta.
Em 1912 a Companhia Lacroze Hermanos gana una concessão para construir outra linha de subterrâneos. Esta linha é a atual linha B e foi inaugurada em 17 de outubro de 1930. Em 1933 a Companhia Hispano – Argentina de Obras Públicas e Finanças (CHADOPYF) começa a construção das restantes linhas de metropolitanos.
Em fevereiro de 1939 começa a funcionar a Corporação de Transportes da Cidade de Buenos Aires, composta por capitais privados e estatais. Esta corporação tinha a função de consolidar os subterrâneos, e também os bondes, trens, coletivos e ônibus. Pelas importantes dividas que possuía, em 1948 a empresa entra em liquidação. É substituída em 1952 pela Administração General de Transportes de Buenos Aires, que dependia diretamente do Ministério de Transporte da Nação. AGTBA começou a desprender-se de todos os sistemas de transporte, salvo do subterrâneo. Ao liquidar-se em 1963, o Estado a substituiu por outra empresa de origem público, Subterráneos de Buenos Aires, que em 1977 adquiriu plena autonomia ao converter-se em una Sociedade do Estado, sendo o paquete acionário transferido a Municipalidade da Cidade de Buenos Aires em 1979.
Expansão da rede através do tempo

A rede em 1955. Vários nomes de estações tem sido modificados
A rede em 1987, com as cores de Subterrâneos de Buenos Aires
A rede entre 2003 y 2007, com extensão de linha B a Los Incas
A rede em 2010, inaugurado a estação Puyerredón da linha H

### Concessão do serviço

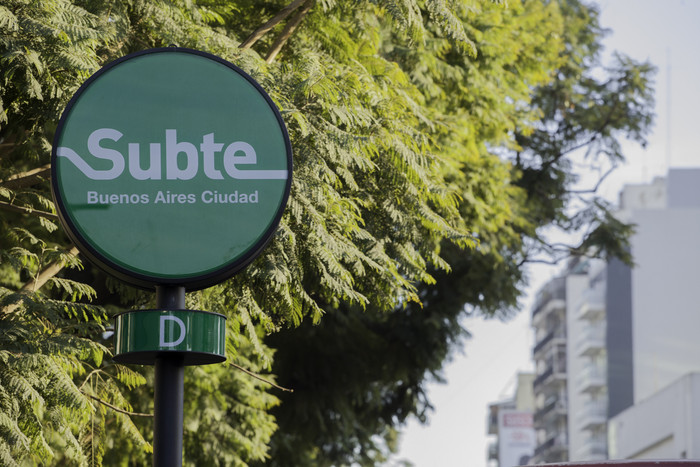
Nova logo do Subte, em 2015.

A Lei 23 696 promulgada em 18 de agosto de 1989 fixou o marco regulatório para a privatização de empresas que pertenciam ao Estado nacional. Finalmente o Poder Executivo Nacional dispôs mediante o artículo 13 do decreto 2 074/90, firmado em 3 de outubro de 1990, a concessão de exploração dos serviços prestados por Subterrâneos de Buenos Aires S.E.. Mediante este decreto firmado pelo presidente Carlos Saúl Menem se condicionariam as linhas do metropolitano e o Premetro por 20 anos, e que as explorava devia também operar o Ferrocarril General Urquiza.
Cada postulante devia apresentar três jogos de sobras: o Nº 1 devia incluir os antecedentes da empresa, o Nº 2-A devia conter o plano empresarial e o rol do operador estrangeiro na organização e o Nº 2-B as diferentes ofertas econômicas. Em 5 de junho de 1992 foi a data em que se estipulou a recepção das propostas, ainda em um princípio se havia concordado como foi data em 26 de maio desse ano, e se apresentaram as seguintes empresas ou consórcios: Benito Roggio e outros, Ferrometro Argentino, Metrobaires, Pardo, Rabello e outros e Traimet.
Em 24 de janeiro de 1992 foi criada a Comissão de Trabalho para a Privatização (CNP), que se encarregaria de estudar as especificações. Ao estudar os antecedentes do sobre Nº 1, a Comissão decidiu desqualificar a empresa Traimet. Ao ver-se prejudicada a empresa interpôs um recurso de reconsideração, mas o P.E.N. a desqualificou definitivamente mediante o decreto 1832/92. Logo de estudar os dos sobres restantes, a concessão foi outorgada ao consorcio formado por Benito Roggio e filhos S.A., Cometrans S.A., Burlington Northern RR. Co., Morrison Knudsen Corporation Inc. y S.K.F. SACCIFA., que formariam a empresa Metrovías S.A.
O traspasso efetivo foi feito em 1 de janeiro de 1994, quando a empresa tomo o controle da exploração do serviço. A concessão inclui a possibilidade de aumento de tarifas por motivos de melhora de serviço ou por motivos inflacionários, mas não inclui a extensão das líneas, cuja planificação e execução estão a cargo do governo da Cidade através de Subterrâneos de Buenos Aires. Em 1999 a concessão foi estendida até o dia 31 de dezembro de 2017.
Em 2021, a empresa Emova Movilidad, também do grupo Roggio, assumiu a concessão do serviço.

## Componentes da rede

### Linhas
A rede está conformada atualmente por seis líneas denominadas com letras — da A à E e a H— e identificadas com cores, que supõem uns 52,3 km de vias. A totalidade da rede é subterrânea, não existindo tramo algum a nível ou em viaduto.
Durante os anos 1970 a então operadora, Subterráneos de Buenos Aires, assimilou uma cor a cada linha: a linha A foi associada com a cor celeste, a B com a verde, a C com a violeta, a D com a vermelha e a E com o amarelo. A meados dos anos 1990, a empresa Metrovías, antiga operadora do sistema, resolveu alterar o esquema. Nesse sentido, inverteram-se as cores das linhas B e D, para a C se adotou a azul e a E lhe foi assimilado o violeta. Subterráneos de Buenos Aires começou a identificar a nova linha H com um tom amarelo.
Adicionalmente, estão projetadas outras três linhas a construir-se no futuro próximo. Se manter-se os planos de construção atuais, quando terminarem a construção das novas linhas, a rede contará com uma extensão total de 75 km, sem contar as extensões das atuais linhas, nem o Premetro. Das atuais 90 estações, passariam a ter 127.

#### Linhas de subterrâneos
| Linha   | Cor      | Inauguração | Traçado inaugural                                 | Traçado atual                      | Extensão em km | Estações | Passageiros por dia** |
| ------- | -------- | ----------- | ------------------------------------------------- | ---------------------------------- | -------------- | -------- | --------------------- |
| Linha A | Celeste  | 1913        | Plaza de Mayo - Plaza Miserere                    | Plaza de Mayo - San Pedrito        | 9,6            | 18       | 258 000               |
| Linha B | Vermelho | 1930        | Callao - Federico Lacroze                         | Leandro N. Alem - Juan M. de Rosas | 11,8           | 17       | 361 000               |
| Linha C | Azul     | 1934        | Constitución - Carlos Pellegrini (Diagonal Norte) | Constitución - Retiro              | 4,4            | 9        | 208 000               |
| Linha D | Verde    | 1937        | Florida (Catedral) - Tribunales                   | Catedral - Congreso de Tucumán     | 10,0           | 16       | 328 000               |
| Linha E | Violeta  | 1944        | Constitución - General Urquiza                    | Retiro - Plaza de los Virreyes     | 12             | 18       | 94 000                |
| Linha H | Amarelo  | 2007        | Once - Caseros                                    | Facultad de Derecho - Hospitales   | 8,3            | 12       | 128 000               |

### Projetos
- A Linha F (Constitución - Plaza Italia), terá 8,6 km e 13 estações.
- A Linha G (Retiro - Cid Campeador), terá 7,3 km e 11 estações.
- A Linha I (Emilio Mitre - Plaza Italia), terá 6,6 km e 10 estações
- O Pre-metrô foi aberto ao público em 27 de agosto de 1987. A linha possui 10 estações em comum, com 4 a mais para o ramal General Savio (14) e 2 a mais para o ramal Centro Cívico (12).

## Venda de Bilhetes

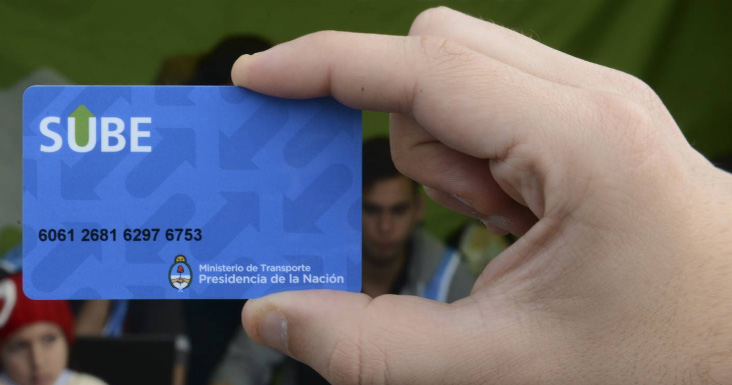
O cartão SUBE, forma de pagamento de tarifa no Metro portenho.

O primeiro sistema utilizado, com a inauguração do primeiro trecho do metrô, consistia em um bilhete similar aos utilizados nos bondes brasileiros de então. Os bilhetes eram adquiridos ao ingressar na estação, devendo ser devolvidos no desembarque.
Quando inaugurada a linha B, foram instaladas catracas (torniquetes) nas estações, que aceitavam moedas comuns. Logo após, foi instituído o sistema de fichas.
As fichas de metrô passaram a ser parte da cultura popular portenha, e podiam ser reconhecidas pela legenda: "un viaje en subte", de um lado, e "Subterraneos de Buenos Aires" do outro.
Finalmente, em 16 de setembro de 2000, o bilhete magnético (denominado Subtepass) e os cartões de aproximação (denominado Subtecard) substituíram as fichas na linha E, em um sistema idêntico ao utilizado no Metrô de São Paulo. Durante o tempo de instalação deste sistema nas demais linhas, os novos sistemas conviveram com as antigas fichas.
Em 2016, Subtepass é descontinuado, e o sistema adere ao SUBE, cartão magnético de transporte nacional, válido também para outros meios de transporte em todo o território argentino.
Quando foram inauguradas as três primeiras linhas, não existia a possibilidade de transposição entre as linhas do sistema. Com a inauguração da Linha D, a transferência entre as linhas se tornou possível, somente na estação Carlos Pellegrini (atualmente 9 de Julio), pagando uma diferença de tarifa. Finalmente, em 1 de junho de 1956 se permitiu a livre transferência entre todas as linhas do sistema.

## Linhas e estações
Em itálico estão as estações em construção ou em projeto.
| | | | | | |
| - Plaza de Mayo - Peru - Piedras - Lima - Sáenz Peña - Congreso - Pasco - Alberti - Plaza Miserere - Loria - Castro Barros - Río de Janeiro - Acoyte - Primera Junta - Puán - Carabobo - San José de Flores - San Pedrito | - Leandro N. Alem - Florida - Carlos Pellegrini - Uruguay - Callao - Pasteur - Pueyrredón - Carlos Gardel - Medrano - Ángel Gallardo - Malabia - Dorrego - Federico Lacroze - Tronador - Villa Ortúzar - De los Incas - Parque Chas - Echeverría - Juan Manuel de Rosas | - Retiro - General San Martín - Lavalle - Diagonal Norte - Avenida de Mayo - Moreno - Independencia - San Juan - Constitución | - Catedral - 9 de Julio - Tribunales - Callao - Facultad de Medicina - Pueyrredón - Agüero - Bulnes - Scalabrini Ortiz - Plaza Italia - Palermo - Ministro Carranza - Olleros - José Hernández - Juramento - Congreso de Tucumán | - Retiro - Catalinas - Correo Central - Bolívar - Belgrano - Independencia - San José - Entre Ríos - Pichincha - Jujuy - General Urquiza - Boedo - Avenida La Plata - José María Moreno - Emilio Mitre - Medalla Milagrosa - Varela - Plaza de los Virreyes | - Facultad de Derecho - Las Heras - Santa Fe - Córdoba - Corrientes - Once - Venezuela - Humberto Primo - Inclán - Caseros - Parque Patricios - Hospitales |

## Cultura
Desde sua inauguração, o Metrô de Buenos Aires buscou abrir espaço para as mais diferentes formas de cultura. Com isso, é possível encontrar em suas instalações pinturas e murais originais e reproduções, esculturas, estátuas e retratos, além de haver espaços para apresentações de música e teatro. Na estação Tronador, no bairro de Villa Ortúzar, da Linha B, existem 18 vitrais com imagens históricas da região. Entre os destacados pintores, podemos encontrar, no Metrô de Buenos Aires, obras de Molina Campos, Raúl Soldi, Rodolfo Medina e Jorge Schwarz.[carece de fontes?]
Em 1930 foram encontrados restos de mamute e de mastodonte nas escavações da linha B, além de restos de gliptodontes , tanto nas escavações da extensão da linha D, como na atual escavação da Linha B. Os restos encontrados na linha D estão expostos na estação Juramento. Os 3 gliptodontes encontrados na linha B estão expostos na estação Tronador. Todos estes achados foram supervisionados pelas universidades de La Plata e de Buenos Aires.